# Amira Medunjanin
 (mai 2023).
La mise en forme du texte ne suit pas les recommandations de Wikipédia : il faut le « wikifier ».
Les points d'amélioration suivants sont les cas les plus fréquents. Le détail des points à revoir est peut-être précisé sur la page de discussion.
- Les titres sont pré-formatés par le logiciel. Ils ne sont ni en capitales, ni en gras.
- Le texte ne doit pas être écrit en capitales (les noms de famille non plus), ni en gras, ni en italique, ni en « petit »…
- Le gras n'est utilisé que pour surligner le titre de l'article dans l'introduction, une seule fois.
- L'italique est rarement utilisé : mots en langue étrangère, titres d'œuvres, noms de bateaux, etc.
- Les citations ne sont pas en italique mais en corps de texte normal. Elles sont entourées par des guillemets français : « et ».
- Les listes à puces sont à éviter, des paragraphes rédigés étant largement préférés. Les tableaux sont à réserver à la présentation de données structurées (résultats, etc.).
- Les appels de note de bas de page (petits chiffres en exposant, introduits par l'outil «  Source ») sont à placer entre la fin de phrase et le point final[comme ça].
- Les liens internes (vers d'autres articles de Wikipédia) sont à choisir avec parcimonie. Créez des liens vers des articles approfondissant le sujet. Les termes génériques sans rapport avec le sujet sont à éviter, ainsi que les répétitions de liens vers un même terme.
- Les liens externes sont à placer uniquement dans une section « Liens externes », à la fin de l'article. Ces liens sont à choisir avec parcimonie suivant les règles définies. Si un lien sert de source à l'article, son insertion dans le texte est à faire par les notes de bas de page.
- La présentation des références doit suivre les conventions bibliographiques. Il est recommandé d'utiliser les modèles {{Ouvrage}}, {{Chapitre}}, {{Article}}, {{Lien web}} et/ou {{Bibliographie}}. Le mode d'édition visuel peut mettre en forme automatiquement les références.
- Insérer une infobox (cadre d'informations à droite) n'est pas obligatoire pour parachever la mise en page.

Pour une aide détaillée, merci de consulter Aide:Wikification.
Si vous pensez que ces points ont été résolus, vous pouvez retirer ce bandeau et améliorer la mise en forme d'un autre article.
Amira Medunjanin, née Amira Dedić le 23 avril 1972 à Sarajevo, est une chanteuse et interprète bosnienne de sevdalinka. Elle détient à la fois la nationalité de Bosnie-Herzégovine et de Croatie.
Elle a été décrite par The Guardian comme la « Billie Holiday des Balkans ».

## Biographie
Amira Dedić est née à Sarajevo et sa fascination pour la musique de Bosnie-Herzégovine l'a amenée à se consacrer à la création d'une voix unique au sein du genre musical de la sevdalinka.
Ambassadrice de la culture et de la musique de sa Bosnie-Herzégovine natale, et plus largement de la région des Balkans, elle est décrite comme « l'une des grandes voix de sa génération » par The Observer avec un « son voluptueux qui plane de manière séduisante entre l'Est et l'Ouest » pour Uncut[réf. nécessaire].
En 2003, Amira Medunjanin enregistre son premier single Mujo đogu po mejdanu voda en tant que chanteuse invitée sur l'album Mostar Sevdah Reunion.
Elle enregistre ensuite son premier album Rosa avec Snail Records en 2005. L'album est très bien accueilli en Grande-Bretagne et dans toute l'Europe et figure parmi les candidats à l'album de l'année[réf. nécessaire]. En avril 2009, elle sort son album Live, enregistrement d'un concert donné lors du Jazz Fest Sarajevo en 2008. En mars 2010, elle sort l'album studio Zumra, qui fusionne l'accordéon et les arrangements contemporains avec la mélodie, les paroles et le style vocal traditionnels[réf. nécessaire]. L'album Amulette sort avec Harmonia Mundi/World Village le 3 octobre 2011[réf. nécessaire].
L'album suivant Silk and Stone sort sur le label Aquarius Records en mai 2014. L'album reçoit de bonnes critiques dans les médias britanniques. The Guardian attribue 4 étoiles à l'album, soulignant sa « voix intime, douloureuse et doucement convaincante » et Nigel Williamson décrit l'album comme un « troisième album déterminant pour la carrière de la part de la plus fine exportation de Bosnie » dans Uncut.
Pour son album suivant, Damar, comme dans toutes ses productions précédentes, Amira a puisé dans la sevdah, le "cœur battant" de la musique balkanique, faisant revivre des chants balkaniques ancestraux, tout en introduisant pour la première fois de nouvelles compositions. A nouveau, le pianiste serbe Bojan Z a fourni des compétences musicales et de production. L'album a été classé parmi les 40 meilleurs au monde en 2017 par Transglobal World Music Chart,.
Dans son dernier album, Ascending, elle se tourne de nouveau vers Sevdah traditionnel avec une nouvelle reprise des chansons révolutionnaires avec les Trondheim Soloists, et pour la deuxième fois, elle introduit une nouvelle composition dans son répertoire musical[réf. nécessaire].
Elle a en 2020 été auréolée de la Meilleure performance vocale féminine aux Porin Awards à Pula.

## Discographie
- A Secret Gate (Snail Records, 2003)
- Rosa (Snail Records, 2005)
- Amira Live (2009) enregistrement d'un concert tenu au Jazz Fest Sarajevo en 2008[11]
- Zumra (Harmonia Mundi/World Village, 2010)
- Amulette (Harmonia Mundi/World Village, 2011)
- Silk and Stone (Aquarius Records, 2014)
- Damar (World Village, 2016)
- Ascending  Town Hill Colony], Croatia Records, 2018)
- For Him and Her (Croatia Records, 2020)